# 小野錦仁之助
小野錦 仁之助（おのにしき じんのすけ、1909年11月2日 - 1948年1月30日）は、兵庫県加古川市出身で小野川部屋に所属した大相撲力士。本名は前田 仁之助（一時期、岡安）。身長179cm、体重94kg。最高位は西前頭11枚目（1933年5月場所）引退後は一時期部屋も経営した。得意手は左四つ、上手投げ、掛け投げ。

## 来歴
大坂相撲の小野川部屋に入門したが、すぐに東西合併となり、大阪では番付にはつかなかった。1927年1月の合併最初の場所に序ノ口で番付につく。1932年5月場所に十両、1933年5月場所に入幕を果たす。幕内には定着できず、すぐに十両に安住するかのように、十両在位が長かった。最高位は新入幕の場所の西前頭11枚目である。1935年1月、再入幕（結果的に最後の幕内在位場所となった）から、師匠のしこ名の加古川を継ぐ。その後1942年1月場所限りで引退するまで、7年間にわたって十両にいた（途中1場所だけ幕下に陥落した）。この間、小野川部屋の複雑な経緯（小野川部屋の項目参照）のために、所属部屋は、小野川－陣幕－小野川－陣幕と変った。
1942年1月場所限りで引退し、年寄小野川を襲名、一時期は部屋も経営したが、1945年6月場所を最後に廃業した。

## 主な成績
- 通算成績：196勝190敗8休　勝率.508
- 幕内成績：12勝20敗1休　勝率.375
- 現役在位：43場所
- 幕内在位：3場所
- 各段優勝
  - 十両優勝：1回（1932年5月場所）
  - 序二段優勝：1回（1929年9月場所）

### 場所別成績
| 1927年 （昭和2年） | 西序ノ口筆頭 2–4         | 西序ノ口筆頭 4–2   | 西序ノ口3枚目 3–3    | 西序二段27枚目 4–2     |
| 1928年 （昭和3年） | 西序二段41枚目 3–3       | 東序二段8枚目 3–3  | 東序二段32枚目 4–2   | 東序二段32枚目 4–2     |
| 1929年 （昭和4年） | 西三段目39枚目 3–3       | 西三段目39枚目 2–4 | 西序二段6枚目 5–1    | 西序二段6枚目 優勝 6–0 |
| 1930年 （昭和5年） | 東三段目7枚目 2–4        | 東三段目7枚目 1–5  | 西三段目34枚目 4–2   | 西三段目34枚目 4–2     |
| 1931年 （昭和6年） | 西三段目3枚目 5–1        | 西三段目3枚目 3–3  | 西幕下16枚目 2–4     | 西幕下16枚目 3–3       |
| 1932年 （昭和7年） | 東幕下9枚目 5–3          | 東幕下9枚目 7–3    | 西十両8枚目 優勝 8–3 | 西十両8枚目 4–7        |
| 1933年 （昭和8年） | 西十両4枚目 8–3          | x                  | 西前頭11枚目 5–6     | x                      |
| 1934年 （昭和9年） | 東前頭14枚目 3–8         | x                  | 東十両筆頭 7–4       | x                      |
| 1935年 （昭和10年） | 東前頭14枚目 4–6–1       | x                  | 東十両4枚目 6–5      | x                      |
| 1936年 （昭和11年） | 東十両3枚目 5–6          | x                  | 西十両6枚目 5–6      | x                      |
| 1937年 （昭和12年） | 西十両12枚目 6–5         | x                  | 西十両8枚目 7–6      | x                      |
| 1938年 （昭和13年） | 東十両5枚目 7–6          | x                  | 東十両5枚目 5–8      | x                      |
| 1939年 （昭和14年） | 西十両9枚目 6–7          | x                  | 西十両11枚目 4–4–7   | x                      |
| 1940年 （昭和15年） | 西十両7枚目 7–8          | x                  | 東十両7枚目 3–12     | x                      |
| 1941年 （昭和16年） | 西幕下5枚目 5–3          | x                  | 東十両15枚目 8–7     | x                      |
| 1942年 （昭和17年） | 東十両11枚目 引退 4–11–0 | x                  | x                    | x                      |
| 各欄の数字は、「勝ち-負け-休場」を示す。 優勝 引退 休場 十両 幕下 三賞：敢=敢闘賞、殊=殊勲賞、技=技能賞 その他：★=金星 番付階級：幕内 - 十両 - 幕下 - 三段目 - 序二段 - 序ノ口 幕内序列：横綱 - 大関 - 関脇 - 小結 - 前頭（「#数字」は各位内の序列） |                          |                    |                      |                        |

- 1927年1月東西合同で東京加入

### 幕内対戦成績
| 力士名 | 勝数 | 負数 | 力士名   | 勝数 | 負数 | 力士名   | 勝数 | 負数 | 力士名 | 勝数 | 負数 |
| ------ | ---- | ---- | -------- | ---- | ---- | -------- | ---- | ---- | ------ | ---- | ---- |
| 旭川   | 1    | 0    | 綾昇     | 0    | 1    | 綾若     | 0    | 1    | 射水川 | 1    | 0    |
| 大浪   | 0    | 1    | 大八洲   | 0    | 1    | 海光山   | 0    | 2    | 鏡岩   | 0    | 1    |
| 九州山 | 1    | 0    | 古賀ノ浦 | 0    | 1    | 越ノ海   | 2    | 0    | 駒ノ里 | 0    | 1    |
| 外ヶ濱 | 0    | 1    | 太刀若   | 0    | 1    | 太郎山   | 1    | 0    | 銚子灘 | 0    | 1    |
| 筑波嶺 | 1    | 0    | 出羽ヶ嶽 | 0    | 1    | 出羽ノ花 | 0    | 2(1) | 出羽湊 | 1    | 0    |
| 土州山 | 0    | 1    | 巴潟     | 1    | 1    | 番神山   | 0    | 1    | 吉野岩 | 2    | 0    |
| 和歌嶋 | 0    | 1    | 若瀬川   | 1    | 0    |          |      |      |        |      |      |

## 四股名変遷
- 小野錦 仁三郎（おのにしき じんざぶろう）? - 1933年1月場所
- 小野錦 仁之助（- じんのすけ）1933年5月場所 - 1934年5月場所
- 加古川 秀五郎（かこがわ ひでごろう）1935年1月場所 - 1942年1月場所